# Provvävning
Provvävning är när en matta vävs och vävaren testar olika mönster och/eller färger. Behovet av provvävning beror på att inslag och varp samverkar till resultatet och det är därför ofta nödvändigt att prova flera olika slags kulörer och garngrovlekar. En vävteknik som gåsögon kan ge helt olika slags tyger beroende på val av inslagsgarn.